# Шайман, Гарри
Гарри Шайман — американский композитор, известный своей музыкой для фильмов, телевидения и компьютерных игр. Окончив Университет Южной Калифорнии и получив диплом в области музыки в 1978 году, он начал писать музыку для таких телевизионных сериалов как Частный Детектив Магнум (1980) и Команда «А». По просьбе друга в 1986 году композитор сочинил музыку для видеоигры Voyeur, однако уже вскоре покинул игровую индустрию, ввиду низкого бюджета и качества музыки для видеоигр того времени. Он продолжил писать для фильмов с телевидением и в 2005 году вернулся в игровую индустрию, написав музыку для Destroy All Humans!. Осознав, что за время его занятости другими направлениями положение музыки в видеоиграх значительно улучшилось, музыкант сочинил произведения для таких игр как BioShock и Dante’s Inferno. В настоящее время композитор продолжает писать музыку для фильмов. На счету Шаймана множество наград за вклад в развитие музыки компьютерных игр, включая несколько наград за лучшую музыку года. За всё время своей карьеры композитор работал над более чем 25 TV-шоу, 10 фильмами и 13 играми.

## Биография
Ещё со времён школы Шайман намеревался сочинять музыку для кино и телевидения. После окончания учебного заведения, Деннис Уивер, один из друзей знакомых отца Гарри, пригласил того на процесс записи музыки для телевизионного шоу, в котором снимался сам Уивер. Там Шайман встретил деятеля искусств, который рассказал ему о работе композитором для Лютеранского телевидения. Также Шайман повстречал таких музыкантов как Пит Карпентер и Майк Пост. Вскоре они попросили Шаймана помочим им над музыкой для нескольких шоу, таких как Частный Детектив Магнум (1980) и Величайший Американский Герой, которые, как полагается, и послужили началом его карьеры в 1980 году.

## Работы

### Телевидение
- Частный Детектив Магнум (1980)
- Отец Мерфи (1981)
- Величайший Американский Герой (1981)
- Легенды Золотой обезьяны (1982)
- Команда "А" (1983)
- Ассасин (1989)
- Месть полудурков 3: Следующее поколение (1992)
- Месть полудурков 4: Влюблённые полудурки (1994)
- Вирус (1996)
- Смертельный исход (1996)
- Торнадо! (1996)
- Вещие слёзы (1997)
- Discovery: Тайна убийства Наполеона (2000)

### Фильмы
- Никогда не рано умирать (1986)
- Исправительная колония III (1987)
- Список приговорённых (1989)
- Лошадник (1990)
- Война в небоскрёбе (1991)
- Правосудие (1992)
- Затерянные в Африке (1994)
- Гонка Полюсов (2000)
- Паучок (2019)

### Музыка к компьютерным играм
- Voyeur (1993)
- Off-World Interceptor (1994)
- Voyeur II (1996)
- Destroy All Humans! (2005)
- Full Spectrum Warrior: Ten Hammers (2006)
- Destroy All Humans! 2 (2006)
- BioShock (2007)
- Destroy All Humans! Path of the Furon (2008)
- Resistance: Retribution (2009)
- Dante's Inferno (2010)
- BioShock 2 (2010)
- Front Mission Evolved (2010)
- The Bureau: XCOM Declassified (2013)
- BioShock Infinite (2013)
- BioShock Infinite: Burial at Sea (2014)
- Middle-earth: Shadow of Mordor (2014)
- Middle-earth: Shadow of War (2017)
- Torn (2018)
- Guild Wars 2 (2019)
- Metamorphosis (2020)
- Forspoken (2023)